# آل الراعي (حبيل جبر)

تعديل مصدري - تعديل

ال الراعي هي إحدى قرى عزلة حبيل جبر بمديرية حبيل جبر التابعة لمحافظة لحج، بلغ تعداد سكانها 178 نسمة حسب تعداد اليمن لعام 2004.